# احتجاجات اللجنة الوطنية الديمقراطية 2023
إحتجاجات اللجنة الوطنية الديمقراطية 2023 هي إحتجاجات نظمتها حركتي الصوت اليهودي من أجل السلام وإن لم يكن الآن ومناصرين للقضية الفلسطينية في مقر اللجنة الوطنية الديمقراطية يوم الإربعاء 15 نوفمبر 2023. واشتبك متظاهرون مع الشرطة يطالبون بوقف إطلاق النار في غزة وينتقدون دعم بايدن للهجوم الإسرائيلي في أعقاب هجوم حماس في 7 أكتوبر.
إنتهت الإحتجاجات بأعمال عنف وأظهرت الإنقسام في صفوف الحزب الديمقراطي الأمريكي في ما يتعلق بالقضية الفلسطينية، وإنقسام في القاعدة الإنتخابية للرئيس جو بايدن.

## مواضيع ذات صلة
- إن لم يكن الآن
- الصوت اليهودي من أجل السلام